# Grad Belnek
Grad Belnek je bil dvorec, ki je nekoč stal na območju vasi Drtija v občini Moravče. Prve omembe so iz 14. stoletja, njegovi prvi lastniki pa naj bi bili Limbarski gospodje ali Lilienbergi iz Moravč. Njegovi zgodovini lahko bolje sledimo od smrti zadnjega Lilienberga v 16. stoletju. Med drugo svetovno vojno je bil grad požgan, danes na njegovem mestu stoji zasebna hiša.